# Comet (Montana)
Comet é uma cidade-fantasma situada no condado de Jefferson, estado de Montana, nos Estados Unidos. Comet fica situada a cerca de 32 quilómetros sul-sudoeste de Helena. Para se chegar a ela, segue-se o norte da High Ore Road a norte da Interstate 15. Os vestígios da cidade consistem em funis para minério, vários edifícios para o processamento de minério e numerosas casas e estruturas privadas. O riacho High Ore Creek corre pelo centro da propriedade e separa os edifícios da vila propriamente dita. A localidade está abandonada, com exceção de uma residência ativa. Apesar de situar numa terra de pasto privada, ela está aberta ao público.

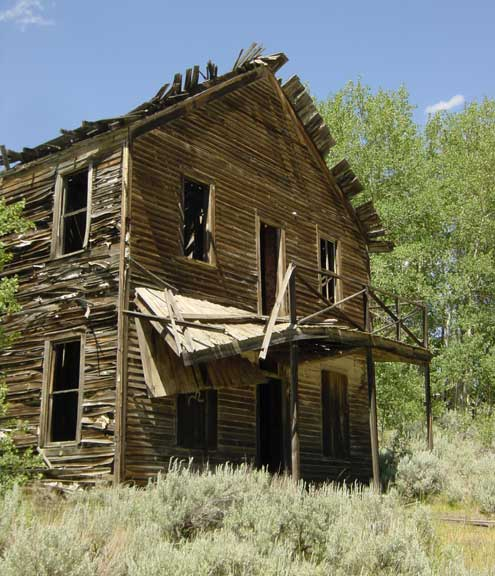
A cidade de Comet, hoje habitada por apenas uma família.

## História
O nome da localidade deve-se ao nome da mina "Comet Mine", que foi desenvolvida em 1883 pela Helena and Livingston Smelting and Reduction Company, baseada numa descoberta datada de 1874. Foi em 1869 que  um homem John W. Russel começou a prospectar a área, mas ele só reclamou o seu trabalho, cinco anos depois e vendeu o terreno à empresa Alta-Montana
A cidade foi implantada em 1876 e consistia em 12 blocos construídos ao longo de três ruas no sentido oeste-leste e de três ruas no sentido norte-sul. 
O minério era transportada para outra mina em Wickes para processamento, Esta operação terminou em 1897. A exploração mineira regressou em 1900, através da  Montana Consolidated Copper Company. Em 1926, a empresa e Basin Montana Tunnel Companyuma  tomou posse da mina e construiu um concentrador para o processamento de minério para esta mina e para a mina Gray Eagle. A companhia foi o maior produtor de metais base no estado, fora de Butte, devido à produção desta mina, A empresa empregava 100 homens..
Por volta de 1911, a mina Comet produzia 13 milhões de dólares de prata, chumbo, zinco, ouro e cobre, de acordo com registos históricos. Era uma das minas mais ricas do estado de Montana e terá mesmo produzido um total de 20 milhões de dólares antes de ser encerrada, quando os Estados Unidos entraram na Segunda Guerra Mundial (1941) e as pessoas abandonaram a cidade. Na atualidade, vive em Comet, uma única família.

## Requalificação ambiental
Surgiram queixas de poluição ambiental, devido ao abandono das escórias das minas a céu aberto que estavam a poluir o solo e, em 1997, começou o processo para aliviar a poluição causada pelos metais tóxicos deixados pelo abandono da mina. O projeto de requalificação ambiental terminou em junho do ano seguinte e consistiu em mover os restos de minério para um edifício de processamento que foi implantado a sul que foi encerrado. O referido projeto foi considerado como um sucesso, Em 2006, o departamento responsável pelo trabalho recebeu um prémio do  U.S. Office of Surface Mining pelo seu trabalho.